# Нет Лофтгаус
Нет Лофтгаус (англ. Nat Lofthouse, * 27 серпня 1925, Болтон — † 15 січня 2011, Болтон) — англійський футболіст, нападник. По завершенні ігрової кар'єри — футбольний тренер.
Як гравець відомий виступами за клуб «Болтон Вондерерз», в якому провів всю кар'єру, а також національну збірну Англії.

## Клубна кар'єра
У дорослому футболі дебютував 1946 року виступами за команду клубу «Болтон Вондерерз», кольори якої і захищав протягом усієї своєї кар'єри гравця, що тривала цілих п'ятнадцять років. Більшість часу, проведеного у складі «Болтона», був основним гравцем атакувальної ланки команди. У складі «Болтона» був одним з головних бомбардирів команди, маючи середню результативність на рівні 0,63 гола за гру першості.

## Виступи за збірну
1950 року дебютував в офіційних матчах у складі національної збірної Англії. Протягом кар'єри у національній команді, яка тривала 9 років, провів у формі головної команди країни 33 матчі, забивши 30 голів. У складі збірної був учасником чемпіонату світу 1954 року у Швейцарії.

## Кар'єра тренера
Розпочав тренерську кар'єру, повернувшись до футболу після невеликої перерви, 1968 року, очоливши тренерський штаб клубу «Болтон Вондерерз», тренером якого був, з нетривалою перервою, до 1971 року.

## Титули і досягнення
- Володар Кубка Англії (1):

«Болтон Вондерерз»: 1957—58
- Володар Суперкубка Англії (1):

«Болтон Вондерерз»: 1958